# 錫爾瓦奈特 (蒙大拿州)
錫爾瓦奈特（英語：Sylvanite）是位於美國蒙大拿州林肯縣的普查規定居民點。

## 歷史
錫爾瓦奈特的郵局於1896年設立，其後於1913年停運。

## 人口
根據2020年美國人口普查的數據，錫爾瓦奈特的面積為14.80平方千米，皆為陸地。當地共有人口98人，而人口密度為每平方千米6.62人。